# G 240-72
G 240-72 (或 WD 1748+708或 LHS 455或 GJ 1221) 是一顆位於天龍座附近的白矮星，光譜等級為 DQP9.0。

## 距離
G 240-72 是距離第七近的白矮星（僅次於天狼星B、南河三B、范馬南星、GJ 440、波江座40B和施泰因2051B）。

## 特性
G 240-72質量為0.81個太陽質量。
這顆白矮星的溫度相對較低，為5590K。由於其溫度與太陽相似，因此外觀呈白色。它有純氦大氣，自轉非常緩慢，週期可能超過100年。

## 外部連結
- The 100 Nearest Star Systems (RECONS)